# Sylka Scholz
Sylka Scholz (* 1964) ist eine deutsche Soziologin und Hochschullehrerin. Sie ist Professorin an der FSU Jena.

## Leben
Sie studierte von 1991 bis 1996 Humboldt-Universität zu Berlin Kulturwissenschaft, Soziologie und Interkulturelle Arbeit. Von 1996 bis 2002 war sie wissenschaftliche Mitarbeiterin am Lehrstuhl für Frauenforschung an der Universität Potsdam. Nach der Promotion 2003 in Potsdam Männlichkeiten erzählen. Identitätskonstruktionen ostdeutscher Männer lehrte sie 2006/2007 als Gastprofessorin für Internationale Frauen- und Geschlechterforschung an der Universität Hildesheim (Maria-Goeppert-Mayer-Programm). 2008 vertrat sie Professur für Mikrosoziologe am Institut für Soziologie an der TU Dresden. Nach der Habilitation 2009 an der Philosophischen Fakultät in Dresden Diversifizierung und Delegitimierung männlicher Herrschaft. Studien aus den sozialen Feldern Arbeit, Politik und Militär im vereinten Deutschland war sie dort Privatdozentin und von 2009 bis 2013 wissenschaftliche Mitarbeiterin und Co-Projektleiterin des Teilprojekts Transzendenz und Gemeinsinn in privaten Lebensformen im SFB 804 der TU Dresden. Seit 2014 ist sie Professorin für Qualitative Methoden und Mikrosoziologie an der FSU Jena.

## Wirken
Ihre Arbeitsgebiete sind Geschlechterforschung, insbesondere Männlichkeitsforschung und Geschlechterbilder in Ost- und Westdeutschland, Familiensoziologie, insbesondere kulturelle Dimensionen des Wandels und Methoden der qualitativen Sozialforschung, insbesondere Biografieforschung, Diskursanalyse, Dokumentarische Bildanalyse, Filmanalyse als Gesellschaftsanalyse.
Scholz beschreibt, wie Debatten über die Auflösung traditioneller Geschlechterrollen und Gleichstellungspolitik paradoxerweise den rechtspopulistischen Bewegungen Auftrieb geben. Diese nutzen eine suggerierte „Krise der Männlichkeit“ zur gesellschaftlichen Positionierung, obwohl Scholz empirisch keine solche Krise feststellt und stattdessen eine vielschichtige Transformation von Männlichkeitsbildern beobachtet, die sowohl in Richtung einer „härteren“ Männlichkeit als auch hin zu mehr Offenheit und Beteiligung an der Sorgearbeit gehen kann.
Ein zentraler Aspekt ihrer Forschung sind die Unterschiede zwischen ost- und westdeutschen Männlichkeitsbildern, wonach ostdeutsche Männer in der Hierarchie der Männlichkeitsbilder benachteiligt seien, geringere Karrierechancen haben und weniger in gesellschaftlichen Eliten vertreten sind. Diese Situation resultiere aus einer massiven Umverteilung von Ost nach West in den 1990er-Jahren. Ostdeutsche Männer beteiligen sich zudem stärker an Sorgearbeit und Kinderbetreuung, obgleich dieser Diskurs im Westen dominiert wird.

## Schriften (Auswahl)
- Männlichkeit erzählen. Lebensgeschichtliche Identitätskonstruktionen ostdeutscher Männer. Münster 2004, ISBN 3-89691-569-X.
- Männlichkeitssoziologie. Studien aus den sozialen Feldern Arbeit, Politik und Militär im vereinten Deutschland. Münster 2012, ISBN 978-3-89691-907-6.
- als Herausgeberin mit Cornelia Behnke und Diana Lengersdorf: Wissen – Methode – Geschlecht: Erfassen des fraglos Gegebenen. Wiesbaden 2014, ISBN 3-531-19653-7.
- als Herausgeberin mit Andreas Heilmann: Caring masculinities? Männlichkeiten in der Transformation kapitalistischer Wachstumsgesellschaften. München 2019, ISBN 3-96238-120-1.